# 篠田真由美
篠田 真由美（しのだ まゆみ、1953年 -）は、日本の小説家・推理作家。

## 人物・来歴
東京都本郷生まれ。1977年、早稲田大学第二文学部卒業（専攻は東洋文化）。1987年、『北イタリア幻想旅行』を上梓。同年、「五月よ高くオルガンを鳴らせ」が第6回すばる文学賞の最終候補作になっている。1992年、第2回鮎川哲也賞の最終候補作となった『琥珀の城の殺人』でミステリ作家としてデビュー。代表作は、建築学にも造詣が深いことがうかがえる「建築探偵桜井京介の事件簿」シリーズや、伝奇小説「龍の黙示録」シリーズなど。2011年、「建築探偵桜井京介の事件簿」シリーズが完結した。ミステリから伝奇小説、ファンタジー小説まで幅広いジャンルで執筆活動を行っている。流麗な文体が特徴。

## 作品リスト

### 建築探偵桜井京介の事件簿シリーズ

#### 第一部
- 未明の家（1994年4月 講談社ノベルス / 2000年1月 講談社文庫、解説：笠井潔）
- 玄い女神（1995年1月 講談社ノベルス / 2000年7月 講談社文庫、解説：千街晶之）
- 翡翠の城（1995年11月 講談社ノベルス / 2001年7月 講談社文庫、解説：倉知淳）
- 灰色の砦（1996年7月 講談社ノベルス / 2002年9月 講談社文庫、解説：鷹城宏）
- 原罪の庭（1997年4月 講談社ノベルス / 2003年10月 講談社文庫、解説：有栖川有栖）

#### 第二部
- 美貌の帳（1998年5月 講談社ノベルス / 2004年9月 講談社文庫、解説：西澤保彦）
- 仮面の島（2000年4月 講談社ノベルス / 2006年12月 講談社文庫、解説：愛川晶）
- 月蝕の窓（2001年8月 講談社ノベルス / 2007年9月 講談社文庫、解説：近藤史恵）
- 綺羅の柩（2002年8月 講談社ノベルス / 2008年8月 講談社文庫、解説：若竹七海）
- 失楽の街（2004年6月 講談社ノベルス / 2011年8月 講談社文庫）

#### 第三部
- 胡蝶の鏡（2005年4月 講談社ノベルス / 2012年8月 講談社文庫）
- 聖女の塔（2006年7月 講談社ノベルス / 2013年8月 講談社文庫）
- 一角獣の繭（2007年6月 講談社ノベルス / 2014年8月 講談社文庫）
- 黒影の館（2009年1月 講談社ノベルス）
- 燔祭の丘（2011年1月 講談社ノベルス）

#### 番外編
- 桜闇（1999年4月 講談社ノベルス / 2005年9月 講談社文庫、解説：光原百合）
- センティメンタル・ブルー（2001年6月 講談社ノベルス / 2007年8月 講談社文庫、解説：野間美由紀）
- angels（2003年5月 講談社ノベルス / 2009年8月 講談社文庫、改題『angels - 天使たちの長い夜』、解説：葉山響）
- Ave Maria（2004年5月 講談社ノベルス / 2010年8月 講談社文庫、解説：佳多山大地）
- さくらゆき 桜井京介returns（2013年8月 講談社ノベルス）
- 屍の園 桜井京介episode 0（2014年3月 講談社ノベルス）
- 誰がカインを殺したか 桜井京介returns（2015年6月 講談社ノベルス）

#### 漫画版
秋月杏子作画
- 井戸の中の悪魔（2001年6月 あすかコミックDX、角川書店）
- 桜闇（2002年1月 あすかコミックDX、角川書店）
- 捻れた塔の冒険（2002年9月 あすかコミックスDX、角川書店）

### 根の国の物語
- 天と地の娘（1996年9月 C★NOVELS / 2003年2月 角川ビーンズ文庫）
- 芯の樹を求めて（1996年10月 C★NOVELS / 2003年2月 角川ビーンズ文庫）
- 眩惑の魔都（1997年5月 C★NOVELS / 2003年3月 角川ビーンズ文庫）
- 再生の環（1997年6月 C★NOVELS / 2003年3月 角川ビーンズ文庫）

### 龍の黙示録
- 龍の黙示録（2001年4月 祥伝社ノン・ノベル / 2004年9月 祥伝社文庫）
- 東日流妖異変（2002年2月 祥伝社ノン・ノベル / 2005年9月 祥伝社文庫）
- 唯一の神の御名（2003年5月 祥伝社ノン・ノベル / 2006年9月 祥伝社文庫）
- 聖なる血（2004年7月 祥伝社ノン・ノベル / 2007年12月 祥伝社文庫）
- 紅薔薇伝綺（2005年9月 祥伝社ノン・ノベル / 2008年12月 祥伝社文庫）
- 水冥き愁いの街 死都ヴェネツィア（2006年5月 祥伝社ノン・ノベル / 2009年12月 祥伝社文庫）
- 魔道師と邪神の街 魔都トリノ（2007年2月 祥伝社ノン・ノベル / 2010年12月 祥伝社文庫）
- 永遠なる神の都 神聖都市ローマ（2009年2月 祥伝社ノン・ノベル 上下巻 / 2011年12月 祥伝社文庫）

### 北斗学園七不思議
- 王国は星空の下（2007年3月 理論社 / 2013年10月 PHP文芸文庫）
- 闇の聖杯、光の剣（2008年4月 理論社 / 2014年1月 PHP文芸文庫）
- アルカディアの魔女（2009年9月 理論社）

### 神代教授の日常と謎
桜井京介の恩師・神代教授のシリーズ
- 風信子（ヒアシンス）の家（2007年4月 東京創元社 / 2010年12月 カドカワノベルズ）
- 桜の園（2009年4月 東京創元社 / 2011年2月 カドカワノベルズ）
- 黄昏に佇む君は（2011年11月 原書房）

### 黎明の書
- 黎明の書 巻之壱 出会いと旅立ち（2013年1月 トクマ・ノベルズ）
- 黎明の書 巻之弐 荒れ野を越えて（2013年2月 トクマ・ノベルズ）
- 黎明の書 巻之参 双貌の都 （2013年3月 トクマ・ノベルズ）
- 黎明の書 巻之肆 大いなる災いの日 （2015年1月 トクマ・ノベルズ）
- 黎明の書 巻之伍 まばゆき綺羅の陰に （2015年2月 トクマ・ノベルズ）

### レディ・ヴィクトリア
- レディ・ヴィクトリア アンカー・ウォークの魔女たち（2016年2月 講談社タイガ）
- レディ・ヴィクトリア 新米メイド ローズの秘密（2016年8月 講談社タイガ）
- レディ・ヴィクトリア ロンドン日本人村事件（2017年3月 講談社タイガ）
- レディ・ヴィクトリア 謎のミネルヴァ・クラブ（2018年6月 講談社タイガ）
- レディ・ヴィクトリア ローズの秘密のノートから（2020年2月 講談社タイガ）
- レディ・ヴィクトリア完全版 セイレーンは翼を連ねて飛ぶ（2023年1月 アトリエサード）

### イヴルズ・ゲート
- イヴルズ・ゲート 睡蓮のまどろむ館（2016年5月 角川ホラー文庫）
- イヴルズ・ゲート 黒き堕天使の城（2016年12月 角川ホラー文庫）

### ヴェネツィア・ヴァンパイア・サーガ
- 闇の聖天使 ヴェネツィア・ヴァンパイア・サーガ（2018年2月 角川ホラー文庫）
- 夜の紅薔薇 ヴェネツィア・ヴァンパイア・サーガ（2019年1月 角川ホラー文庫）

### その他
- 琥珀の城（ベルンシュタインブルク）の殺人（1992年8月 東京創元社 / 1998年10月 講談社文庫）
- ドラキュラ公 ヴラド・ツェペシュの肖像（1994年4月 講談社 / 1997年10月 講談社文庫）
- 祝福の園の殺人（1994年8月 東京創元社 / 1999年8月 講談社文庫）
- 天使の血脈（1995年5月 トクマ・ノベルズ / 2000年12月 徳間デュアル文庫、上下巻【全面改稿】）
- ルチフェロ 切り裂きジャックの告白（1995年11月 学研ホラーノベルズ / 2002年3月 学研M文庫、改題『ルチフェロ』）
- 堕とされしもの 天使の血脈（1996年2月 トクマ・ノベルズ、上下巻 / 2002年6月 徳間デュアル文庫、上下巻）
- この貧しき地上に（1999年1月・3月・5月 講談社X文庫ホワイトハート、全3巻）
- 彼方より（1999年10月 講談社）
- イシュタルの子（1999年11月 廣済堂文庫）
- 夢魔の旅人（2000年4月 廣済堂出版 / 2001年6月 白泉社、書下ろし2編追加）
- 聖杯伝説（2001年10月 徳間デュアル文庫）
- 幻想建築術（2002年9月 祥伝社 / 2011年9月 PHP文芸文庫）
- レディMの物語（2003年1月 講談社文庫）
- 魔女の死んだ家（2003年10月 講談社ミステリーランド / 2011年6月 講談社ノベルス）
- アベラシオン（2004年3月 講談社 / 2006年3月 - 4月 講談社ノベルス）
- すべてのものをひとつの夜が待つ（2005年7月 光文社カッパノベルス / 2008年8月 光文社文庫）
- 螺鈿の小箱（2005年11月 東京創元社）
  - 「人形遊び」「暗い日曜日」「象牙の愛人」「双つ蝶」「ふたり遊び」「春の獄」「天使遊び」(書き下ろし)
- 美（うるわ）しきもの見し人は（2008年3月 光文社カッパノベルス / 2011年3月 光文社文庫）
- 閉ざされて CLOSED（2010年1月 角川書店 / 2012年9月 角川文庫）
- 緑金書房午睡譚（2010年4月 講談社 / 2012年6月 講談社ノベルス）
- 黄昏に佇む君は（2011年11月 原書房）
- ホテル・メランコリア（2013年2月 PHP研究所）
- わたしはここにいます（2013年7月 光文社カッパ・ノベルス）
- はこだて櫻珈琲舎（2020年9月 自費出版）

### アンソロジー
「」内が篠田真由美の作品

#### 異形コレクション
- 4 悪魔の発明（1998年5月 廣済堂文庫）「大いなる作業」
- 5 水妖（1998年7月 廣済堂文庫）「還ってくる」
- 6 屍者の行進（1998年9月 廣済堂文庫）「薔薇よりも赤く」
- 7 チャイルド（1998年11月 廣済堂文庫）「黄昏の歩廊にて」
- 8 月の物語（1999年1月 廣済堂文庫）「月盈ちる夜を」
- 9 グランドホテル（1999年3月 廣済堂文庫）「三階特別室」
- 11 トロピカル（1999年7月 廣済堂文庫）「Flora（フローラ）」
- 12 GOD（ゴッド）（1999年9月 廣済堂文庫）「奇蹟」
- 13 俳優（1999年11月 廣済堂文庫）「君知るや南の国」
- 16 帰還（2000年9月 光文社文庫）「赤い実たどって」
- 綺賓館I 十月のカーニヴァル（2000年10月 カッパ・ノベルス）「虚空より」
- 20 玩具館（2001年9月 光文社文庫）「象牙の愛人」
- 28 アジアン怪綺（ゴシック）（2003年12月 光文社文庫）「双つ蝶」
- 39 ひとにぎりの異形（2007年12月 光文社文庫）「砂時計」
- 42 幻想探偵（2009年2月 光文社文庫）「憧れの街、夢の都」
- 48 物語のルミナリエ（2011年12月 光文社文庫）「墓屋」
- 49 ダーク・ロマンス（2020年11月 光文社文庫）「黒い面紗の」
- 53 ギフト（2022年4月 光文社文庫）「おまえの輝く髪を」

#### その他
- 名探偵の饗宴（1998年4月 朝日新聞社 / 2015年3月 朝日文庫）「ウシュクダラのエンジェル」
- 新世紀「謎」倶楽部（1998年7月 角川書店）「十人目の切り裂きジャック」
- 十の恐怖（1999年3月 角川書店 / 2002年1月 角川ホラー文庫）
- 堕天使殺人事件（1999年9月 角川書店 / 2002年5月 角川文庫）「黙示録の獣」 - リレー小説
- 「Y」の悲劇（2000年7月 講談社文庫）「ダイイングメッセージ＜Y＞」
- ゆきどまり（2000年7月 祥伝社文庫） 「人形遊び」
- 少女の空間（2001年2月 徳間デュアル文庫）「セラフィーナ」
- 新世紀犯罪博覧会（2001年3月 カッパ・ノベルス）「もっとも重い罰は」
- ミステリー傑作選 特別編5 自選ショート・ミステリー（2001年6月 講談社文庫）「黄昏の歩廊にて」
- M列車で行こう（2001年10月 光文社カッパ・ノベルス / 2005年5月 光文社文庫）「迷宮に死者は棲む」
- 蒼迷宮（2002年3月 祥伝社文庫）「オフィーリア、翔んだ」
- 悪夢制御装置（2002年11月 角川スニーカー文庫）「ふたり遊び」
- ミステリーズ！vol.01（2003年６月 東京創元社）「春の獄」
- 黄昏ホテル（2004年12月 小学館）「暗い日曜日」
- 青に捧げる悪夢（2005年3月 角川書店 / 2013年2月 角川文庫）「ふたり遊び」
- 逆想コンチェルト 奏の1（2010年6月 徳間書店）「対話（ダイアローグ）」
- アンソロジー 捨てる（2015年11月 文藝春秋 / 2018年10月 文春文庫）「forget me not」
- アリス殺人事件 不思議の国のアリスミステリーアンソロジー（2016年6月 河出文庫）「DYING MESSAGE〈Y〉」
- 毒殺協奏曲（2016年6月 原書房 / 2019年1月 PHP文芸文庫）「完璧な蒐集」
- アンソロジー 隠す（2017年2月 文藝春秋 / 2019年11月 文春文庫）「心残り」
- 迷―まよう― アンソロジー（2017年7月 新潮社 / 2021年12月 実業之日本社文庫）「迷い鏡」
- 推理作家謎友録 日本推理作家協会70周年記念エッセイ（2017年8月 角川文庫）※エッセイアンソロジー「会員失格」
- 怪を編む ショートショート・アンソロジー（2018年4月 光文社文庫）「聖女の恋文」
- 皆川博子の辺境薔薇館（2018年5月 河出書房新社）※皆川博子読本「皆川博子作品服用のための処方箋」
- アンソロジー 初恋（2019年12月 実業之日本社文庫）「触らないで」
- 11の秘密 ラスト・メッセージ（2021年12月 ポプラ社）「扉を開けて」
  - 【改題】これが最後のおたよりです（2025年2月 ポプラ文庫）
- 時代小説 ザ・ベスト2022（2022年6月 集英社文庫）「脆き者、汝の名は」
- おいしい旅 初めて編（2022年7月 角川文庫）「もう一度花の下で」
- おいしい旅 しあわせ編（2023年10月 角川文庫）「夢よりも甘く」
- 竜と蚕 大神坐クロニクル（2025年2月 原書房）「開けずの匣」

### 小説以外の著書
- 北イタリア幻想旅行 異文化を知る一冊（1987年9月 三修社）
- 建築探偵桜井京介 館を行く（2006年11月 講談社）
- ミステリな建築　建築なミステリ（2024年3月　エクスナレッジ）